# Араз (мини-футбольный клуб)
«Араз-Нахчыван» (азерб. Araz-Naxçıvan Minifutbol Klubu) — азербайджанский мини-футбольный клуб из города Нахичевань. Чемпион Азербайджана (19). Представляет Азербайджан на европейской арене. В сезоне 2009-10 сумел выйти в Финал четырёх Кубка УЕФА по мини-футболу и занять в нём третье место.

## История

### Чемпионат Азербайджана
В 2004 году предприниматель Заур Ахундов создал клуб «Араз». Ахундову удалось собрать в «Аразе» ведущих футболистов страны, а также двух бразильцев из другого азербайджанского клуба «Туран Эйр» — Пнеу и Сиджи.
В дебютном сезоне 2004/2005 «Араз» выиграл чемпионат и кубок Азербайджана. Команда выиграла 14 матчей на внутренней арене, ещё в двух сыграла вничью.
В 2006 году история повторилась: «Араз» при 20 победах потерпел два поражения и забил 145 голов. Оба фиаско пришлись на три последних матча чемпионата. К тому моменту команда досрочно выиграла золото и взяла Кубок Азербайджана.
В последующих сезонах «Араз» продолжил доминирование в чемпионате. В 2019 году стал четырнадцатикратным чемпионом Азербайджана.
Игроки команды составляют основу национальной сборной.
В сентябре 2024 года контракт клуба с главным тренером Виталием Борисовым был расторгнут по обоюдному согласию. Исполнение обязанностей главного тренера временно было поручено сербскому специалисту Предрагу Райичу.
4 января 2025 года главным тренером команды назначен экс-наставник «Норильского никеля» Евгений Куксевич. Команда выиграла чемпионат 2024/2025.

### Еврокубки
Клуб дебютировал на европейской арене в 2006 году, где разошёлся миром с «Кристаль Нуар» (4:4), уступил «Зриньски» (2:4) и одолел «Де Хоммель» (3:0). На международной арене командой руководил опытный российский специалист Аркадий Белый. В качестве футболиста Белый выиграл чемпионат Европы по мини-футболу 1999 года. Кроме того, он тренировал московскую «Дину».
Наиболее успешным на европейской арене для клуба стал сезон 2009/10. В Элитном раунде «Араз» обошёл казахстанский «Кайрат» в споре за выход в Финал четырёх. Затем, уступив в полуфинале испанскому клубу «Интер Мовистар», в матче за третье место сумел обыграть итальянский «Лупаренсе».

## Достижения
- Чемпион Азербайджана по мини-футболу (19): 2005, 2006, 2007, 2008, 2009, 2010, 2011, 2012, 2013, 2014, 2016, 2017, 2018, 2019, 2022, 2023, 2024/2025[4]
- Обладатель Кубка Азербайджана по мини-футболу (14): 2005, 2006, 2007, 2008, 2009, 2010, 2011, 2012, 2013, 2014, 2016, 2017, 2018, 2019
- Бронзовый призёр Кубка УЕФА по мини-футболу (2): 2009/2010, 2013/2014

## Арена
Домашней ареной «Араза» является Дворец ручных игр (Баку). Несмотря на то, что клуб представляет Нахичевань, все матчи команда, как и остальные мини-футбольные коллективы Азербайджана, проводит на этой арене, вмещающей 5 тысяч зрителей.

## Тренеры
- Аркадий Белый (2006)
- Виталий Борисов (? — сентябрь 2024)
- Предраг Райич (сентябрь 2024 — ?)
- Евгений Куксевич (с 4 января 2025)

## Известные игроки текущего состава
- Предраг Райич
- Рафаэл

## Известные бывшие игроки
| - Константин Душкевич - Биро Жаде - Алексей Петров |  | - Сержао - Роман Султанов - Сергей Чуйков - Марко Перич |